# ツール・ド・フランス・ファム
ツール・ド・フランス・ファム（フランス語: Le Tour de France Femmes）は、例年7月頃にフランスで開催される、女子自転車ロードレースのステージレース。かつてはツール・ド・フランス・フェミナン（Le Tour de France féminin）グランド・ブークル（Grande Boucle）などの名称であった時代がある。

## 概略
当初はツール・ド・フランス・フェミナン（Le Tour de France féminin）として1955年に第一回が行われ、続いて1984年から毎年開催されたものの、女子のレースは迫力に欠けると見られてスポンサーがなかなかついてくれず、主催者側は常にスポンサー探しに奔走する羽目に陥った。ついには1980年代終盤には大会運営そのものが困難になり、1990年、1991年は休止を余儀なくされた。
1992年より他の主催者により再開されたものの、「ツール・ド・フランス」の名称はアモリ・スポル・オルガニザシオン（ASO）が保持しているために使用できず、「ツール・シクリスト・フェミナン」（Tour Cycliste Féminin）となったが、ASOが「ツール」についても権利を主張したため、1998年より「グランド・ブークル」となった。
当レースは当初より、10～15ステージ程度で行われてきたが、2004年にはそれだけのコース設定を組むことが不可能になったとして、3度目のレース中止を余儀なくされた。翌2005年からは5ステージ以内に限定することで再開するが、ステージ数を減らしてもなお、開催場所を特定するのが困難な情勢だった。加えて国際自転車競技連合（UCI）のこのレースに対する評価は低く、むしろ女子選手の栄誉としては、夏季オリンピック、世界自転車選手権での優勝や、ワンデーレースのシリーズ戦である、UCI女子ロードワールドカップにおける総合優勝のほうが価値が高いと見られ、年によっては参加選手数が著しく少なくなるケースがあった背景により、2009年の開催を最後に休止していた。
2022年より、ASO主催の8日間のステージレース「ツール・ド・フランス・ファム」として再開された。
ジロ・デ・イタリア・ウィメン、ラ・ブエルタ・フェメニーナとともに、女子ロードレースのグランツールとして位置付けられている。

## 歴代優勝者・上位入賞者
| 年           | 優勝                             | 2位                        | 3位                              |
| ------------ | -------------------------------- | -------------------------- | -------------------------------- |
| 2024         | カタジナ・ニエウィアドマ         | デミ・フォレリング         | パウリーナ・ローイヤッカース     |
| 2023         | デミ・フォレリング               | ロッタ・コペッキー         | カタジナ・ニエウィアドマ         |
| 2022         | アネミック・ファン・フルーテン   | デミ・フォレリング         | カタジナ・ニエウィアドマ         |
| 2021 ｜ 2010 | 未開催                           | 未開催                     | 未開催                           |
| 2009         | エマ・プーリー                   | クリスティアーネ・ゼーダー | マリアンヌ・フォス               |
| 2008         | クリスティアーネ・ゼーダー       | カリン・テュリヒ           | ニコール・クック                 |
| 2007         | ニコール・クック                 | プリスカ・ドップマン       | エマ・プーリー                   |
| 2006         | ニコール・クック                 | マリリーヌ・サルヴェタ     | タツィアーナ・シャラコワ         |
| 2005         | プリスカ・ドップマン             | ウドヴィージュ・ピテル     | クリスティアーネ・ゼーダー       |
| 2004         | レース中止                       | レース中止                 | レース中止                       |
| 2003         | ホアネ・ソマリバ                 | ニコーレ・ブレンドリ       | ユーディト・アルント             |
| 2002         | ジナイダ・スタルスカヤ           | スザンヌ・ユンスコック     | ホアネ・ソマリバ                 |
| 2001         | ホアネ・ソマリバ                 | ファビアーナ・ルペリーニ   | ユーディト・アルント             |
| 2000         | ホアネ・ソマリバ                 | エディタ・プチンスカイテー | ジェラルディーヌ・ロウェンギュト |
| 1999         | ディアナ・ジリウーテー           | ヴァレンティナ・ポルハノワ | エディタ・プチンスカイテー       |
| 1998         | エディタ・プチンスカイテー       | ファビアーナ・ルペリーニ   | アレッサンドリア・カッペッロット |
| 1997         | ファビアーナ・ルペルリーニ       | バルバーラ・ヘープ         | リンダ・ジャクソン               |
| 1996         | ファビアーナ・ルペリーニ         | ラサ・ポリケヴィチウーテー | ジャニー・ロンゴ                 |
| 1995         | ファビアーナ・ルペリーニ         | ジャニー・ロンゴ           | ルーツィア・ツベルク             |
| 1994         | ヴァレンティナ・ポルカノワ       | ラサ・ポリケヴィチウーテー | セシル・オダン                   |
| 1993         | レオンティエン・ファンモールセル | マリオン・クリニェ         | ハイディ・ファンデファイヴェル   |
| 1992         | レオンティエン・ファンモールセル | ジャニー・ロンゴ           | ハイディ・ファンデファイヴェル   |
| 1991         | 開催中止                         | 開催中止                   | 開催中止                         |
| 1990         | 開催中止                         | 開催中止                   | 開催中止                         |
| 1989         | ジャニー・ロンゴ                 | マリア・カニンス           | インガ・トンプソン               |
| 1988         | ジャニー・ロンゴ                 | マリア・カニンス           | エリザベス・ヘップル             |
| 1987         | ジャニー・ロンゴ                 | マリア・カニンス           | ウーテ・エンツェナウアー         |
| 1986         | マリア・カニンス                 | ジャニー・ロンゴ           | インガ・トンプソン               |
| 1985         | マリア・カニンス                 | ジャニー・ロンゴ           | セシル・オダン                   |
| 1984         | マリアンヌ・マーティン           | ヘレン・ハーヘ             | デボラ・シュムウェイ             |